# Рабство в современной Африке
Рабство в современной Африке — рабство XXI века в Африке, население которой составляет 17 % на 2021 год от мирового населения. Причинами современного рабства в Африке являются: политическая нестабильность, бедность, перемещение людей из-за конфликтов (беженцы), изменение климата, последствия пандемии COVID-19.
В группе особенно высокого риска— взрослые и дети, приезжающие из сельских и отдаленных районов в городские центры в поисках работы. В некоторых частях Сахеля — самые высокие показатели рабства по происхождению и принудительного попрошайничества. Существуют также нетрадиционные формы рабства, в основном связанные с торговлей людьми и порабощением детей-солдат и детей-работников, например, торговля людьми в Анголе и торговля детьми из стран-происхождения Того, Бенина и Нигерии в страны-назначения Габон и Камерун.
Африканскими правительствами, обвиняемыми в принятии наименьших мер против рабства и поэтому входящими в список стран с наихудшим уровнем 3 (2022 год) являются:
- Гвинея-Бисау
- Эритрея
- Южный Судан

## Статистика
В Африке ~7 миллионов рабов (2021 год) (~14 % от мирового количества, в мире ~50 млн рабов) из них:
- 54 % (3,8 миллиона человек (2021 год[1]) подвергаются принудительному труду (только в Чёрной Африке ~ 660 000 человек (2015 год)[6])
- 46 % (3,1 миллиона человек (2021 год)[1]) подвергаются насильственному браку.

В Африке 5,2 раба приходится на 1000 человек (2022 год) (7 рабов на 1000 человек (2017 год)).
Африка занимает 4 место по распространенности современного рабства среди 5 регионов мира после арабских государств (10,1 на тысячу), Европы и Центральной Азии (6,9), а также Азиатско-Тихоокеанского региона (6,8). Принудительный труд был самой распространенной формой современного рабства в регионе — 2,9 на тысячу человек, а принудительные браки — 2,4 на тысячу.

## Исторические предпосылки
Рабство в Африке имело долгую историю внутри Африки, но работорговля через Сахару и Индийский океан ещё более усилило его. Очередное усиление рабства произошло в связи с с трансатлантической работорговлей.
Спрос на рабов создал королевства (например, Ашанти), которые существовали в состоянии постоянной войны, в результате которой военнопленные поставлялись на экспорт как рабы. Эти закономерности сохранились и в колониальный период конца XIX — начала XX веков. Хотя колониальные власти пытались искоренить рабство начиная с 1900 года, это имело весьма ограниченный успех, и после деколонизации рабство продолжается во многих частях Африки, несмотря на то, что оно юридически незаконно.
Рабство в регионе Сахель (и, в меньшей степени , на Африканском Роге) существовало вдоль расовой и культурной границы арабизированных берберов на севере и более темнокожих африканцев на юге. В государствах Сахеля, в частности в Мавритании, Мали, Нигере, Чаде и Судане, продолжалась многовековая модель наследственного рабства. Другие формы традиционного рабства существовали в некоторых частях Ганы, Бенина, Того и Нигерии. Рабы эксплуатировались на незаконных алмазных рудниках в Сьерра-Леоне и Либерии, что было прямым результатом гражданских войн в этих регионах.

## Виды современного рабства

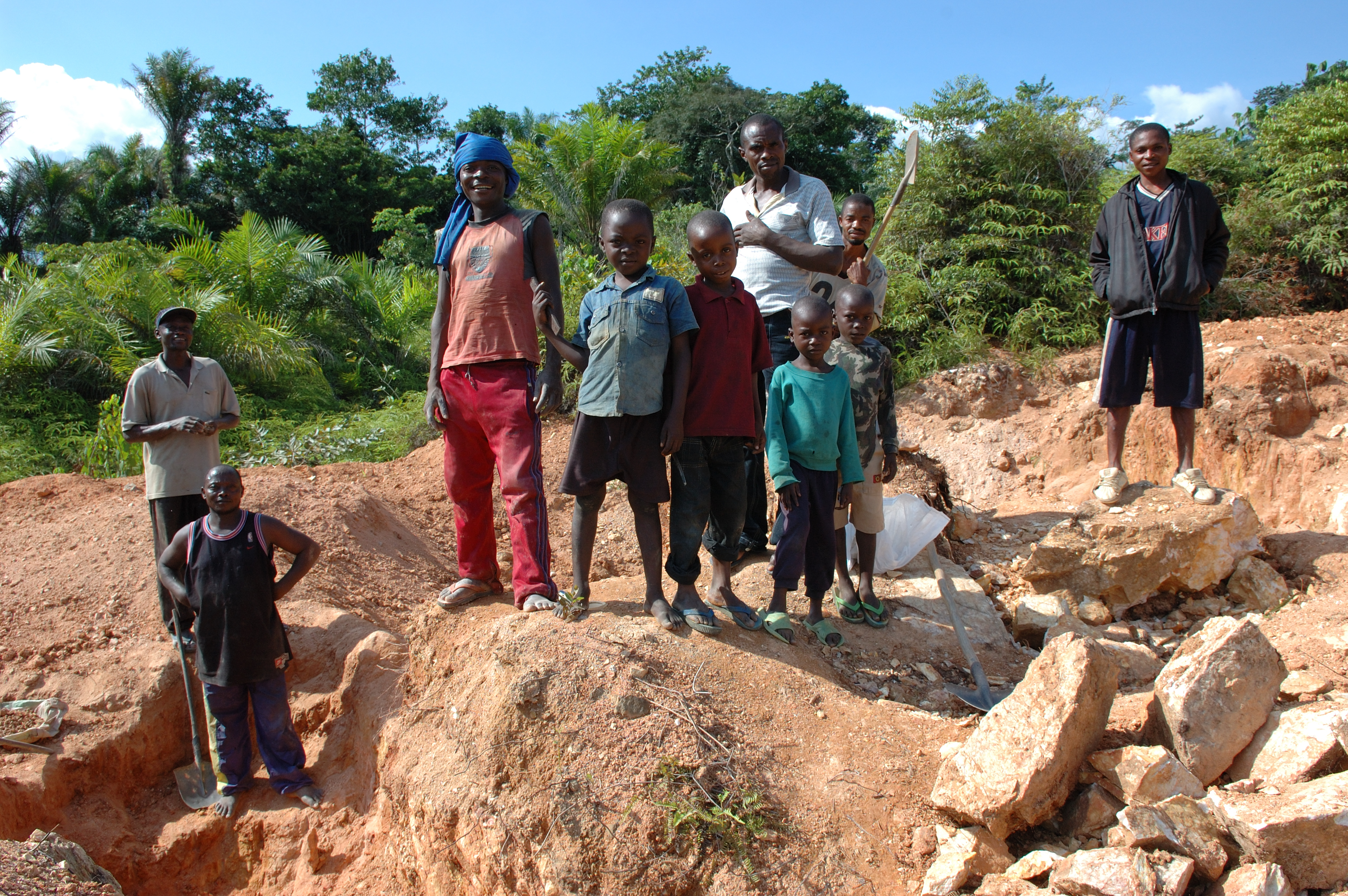
Наследственное рабство и корпоративный детский труд в Африке

### Принудительный труд
Принудительный труд может не называться рабством, но являться им по сути. В Демократической Республике Конго коренной народ пигмеи обычно становятся жертвами своих соседей банту, которые заменили арабских и европейских рабовладельцев.

### Работорговля детьми
В Нигерии и Бенине зарегистрирована торговля детьми. Детей похищают или покупают по 20-70 долларов за каждого в более бедных штатах, таких как Бенин и Того. Их продают по 350 долларов за каждого в более богаты странах (Нигерия, Габон) в притоны для секса или в качестве бесплатной домашней прислуги).
В апреле 2014 года террористическая организация Боко Харам похитила более 200 школьниц из района Чибок, Борно. За информацию о лидере организации Абубакаре Шекау Государственный департамент США предлагал вознаграждение (безрезультатно).

### Ритуальное рабство
Ритуальное рабство (трокоси) практикуется в Гане, Того и Бенине. Людей, обычно молодых девственниц, используют в качестве оплаты за услуги или в качестве религиозного искупления. В Гане и Того ритуальное рабство практикуют народ эве в регионе Вольта, а в Бенине его практикует фон..

## Рабство по странам Африки

### Гана, Того, Бенин
В Гане, народ эве расплачивается девственницей в качестве сексуальной рабыни, передавая её в качестве компенсации обиженной семье. В этом случае женщина не получает титул «жены» В некоторых частях Ганы, Того и Бенина практикуется ритуальное рабство, несмотря на то, что оно запрещено в Гане с 1998 года. Ритуальное рабство называют «трокоси» в Гане, «вудуси» в Того и Бенине. Молодых девственниц священники используют в сексуальных целях и как бесплатную рабочую силу.
Китайских проституток продают в Гану для обслуживания общин экспатриантов в стране. Жертв заманивают обещаниями работы.

### Гвинея-Бисау
Гвинея-Бисау— страна, правительство которой обвиняется в принятии наименьших мер против рабства, и поэтому входящая в список стран с наихудшим уровнем 3 (2022 год). Торговля людьми в Гвинее-Бисау осуществляется под присмотром учителей Корана, называемых марабутами, или их посредников, под предлогом получения исламского религиозного образования, в результате детей-талибе[en] подвергают жестокому обращению, чтобы принудить к попрошайничеству.

### Демократическая Республика Конго
Долговая кабала, подобная рабству, распространена в Конго. По данным Глобального индекса рабства, в регионе Демократической Республики Конго в рабстве находится более миллиона человек.

### Республика Конго
Республика Конго является страной назначения и транзита для детей и взрослых, ставших жертвами торговли людьми в целях принудительного труда и, в меньшей степени, принудительной проституции (данные 2021 года). В период 2016—2021 годов большинство жертв торговли людьми в Конго происходили из Бенина и ДРК и, в меньшей степени, из Габона и других соседних стран.

### Мадагаскар
Подневольное домашнее хозяйство и принудительный труд являются постоянной проблемой, которая становится все более серьёзной в результате усугубления бедности на Мадагаскаре.. Особенно уязвимы дети и молодёжь, порабощённые для работы в горнодобывающей промышленности, для сексуальной эксплуатацией или для подневольных браков.

### Мали
В Мали больше всех подвержены рабству туареги. Французы официально отменили рабство в 1905 году, но многие рабы оставались со своими хозяевами до 1946 года, когда произошла крупная активная деятельность по освобождению рабов. Усилия по отмене рабства первым правительством Мали были подорваны военной диктатурой с 1968 по 1991 год. Общественное движение «Темедт» оказывает давление на правительство с целью положить конец рабству в стране.
Писательница National Geographic Кира Салак лично купила, а затем освободила двух рабов в Томбукту. После восстания туарегов 2012 года бывшие рабы были снова пойманы их бывшими хозяевами.

### Мавритания
90 000 человек (более 2 % населения Мавритании) являются рабами (2019 год). Мавритания имела один из самых высоких показателей уязвимости к рабству, занимая 4-е место в регионе. Арабские мусульмане — бидане (потомки берберов -санхаджей и арабских племен Бени-Хасан, эмигрировавших в Северо-Западную Африку и нынешние Западную Сахару и Мавританию в средние века) — владели черными рабами — харатинами. Рабовладение было запрещено законом в 1981 году, тем не менее наследственное рабство сохранялось. Рабство в Мавритании было криминализировано в 2007 году. На 2015 год до 600 000 мавританцев, или 20 % населения находились в рабстве, многие из них были подвергнуты подневольному труду, по другим данным —90 000.
Бирам Ульд Дах Абейд - активист, борющийся против рабства, и член этнической группы харатин, получил множество обвинений из-за своей борьбы против рабства, включая тюремное заключение

### Нигер
В Нигере существуют следующие формы современного рабства:
- наследственное рабство, которое Международная организация по борьбе с рабством называет «пассивным рабством»
- подневольный брак (вахайя)[56].

Нигер стал первой страной в Западной Африке, принявшей закон, устанавливающий уголовную ответственность за рабство. Перепись 2002 года подтвердила существование 43 000 рабов В 2008 году Суд Экономического сообщества западноафриканских государств признал правительство Нигера ответственным за сохранение статуса рабыни для женщины в рамках брака вахая и присудил ей 21,500 долларов США.

### Судан
В Судане наблюдается возрождение рабства с 1983 года, это связано со Второй гражданской войной в Судане.. Число похищений варьируется от 14 000 до 200 000 человек.
В Судане пленных анимистов и христиан, участвовавших в гражданской войне, часто порабощают, а женщин-заключенных часто используют сексуально. Мусульмане утверждают, что шариат разрешает это. Рабов продавали по 50 долларов за человека Религиозное притеснение и рабство были связаны с суданским конфликтом.
Джок Мадут Джок, профессор истории в Университете Лойолы Мэримаунт, называет рабством похищение женщин и детей с юга севером. Правительство Судана настаивает на том, что все дело не более чем в традиционной межплеменной вражде из-за ресурсов.

### Чад
Рабство в Чаде имеет долгую историю и продолжается по сей день. Как и везде в Центральной и Западной Африке, ситуация отражает этнический, расовый и религиозный раскол. Интегрированные региональные информационные сети Управления ООН по координации гуманитарных вопросов сообщает, что родители продают детей арабским пастухам в Чаде из-за бедности.

### Эфиопия
В Дыре-Дауа, Шашэмэнне, Ауасе развита торговля детьми. Их продают в страны Ближнего Востока . Большинство из них — девочки, большая часть принуждаются к занятию проституцией после того, как покинули страну. Международная организация труда назвала проституцию худшей формой детского труда.
В Эфиопии детей продают в проституцию, в прислуги или для попрошайничества. Возраст этих детей— от 10 до 18 лет. Мальчиков заставляют пасти скот в сельской местности и заниматься ткачеством в Аддис-Абебе и других крупных городах. Девочки выполняют обязанности по дому, уходу за детьми и больным, а также принуждаются к проституции.

### ЮАР
ЮАР была включена в «Список наблюдения второго уровня» Министерства по борьбе с торговлей людьми США. Страна имеет 72 официальных порта въезда «и ряд неофициальных портов въезда, куда люди входят и выходят незамеченными» Проблема прозрачных границ усугубляется нехваткой должным образом подготовленных сотрудников, в результате чего лишь немногие полицейские контролируют значительную часть береговой линии страны.